# Castelo de Quintin

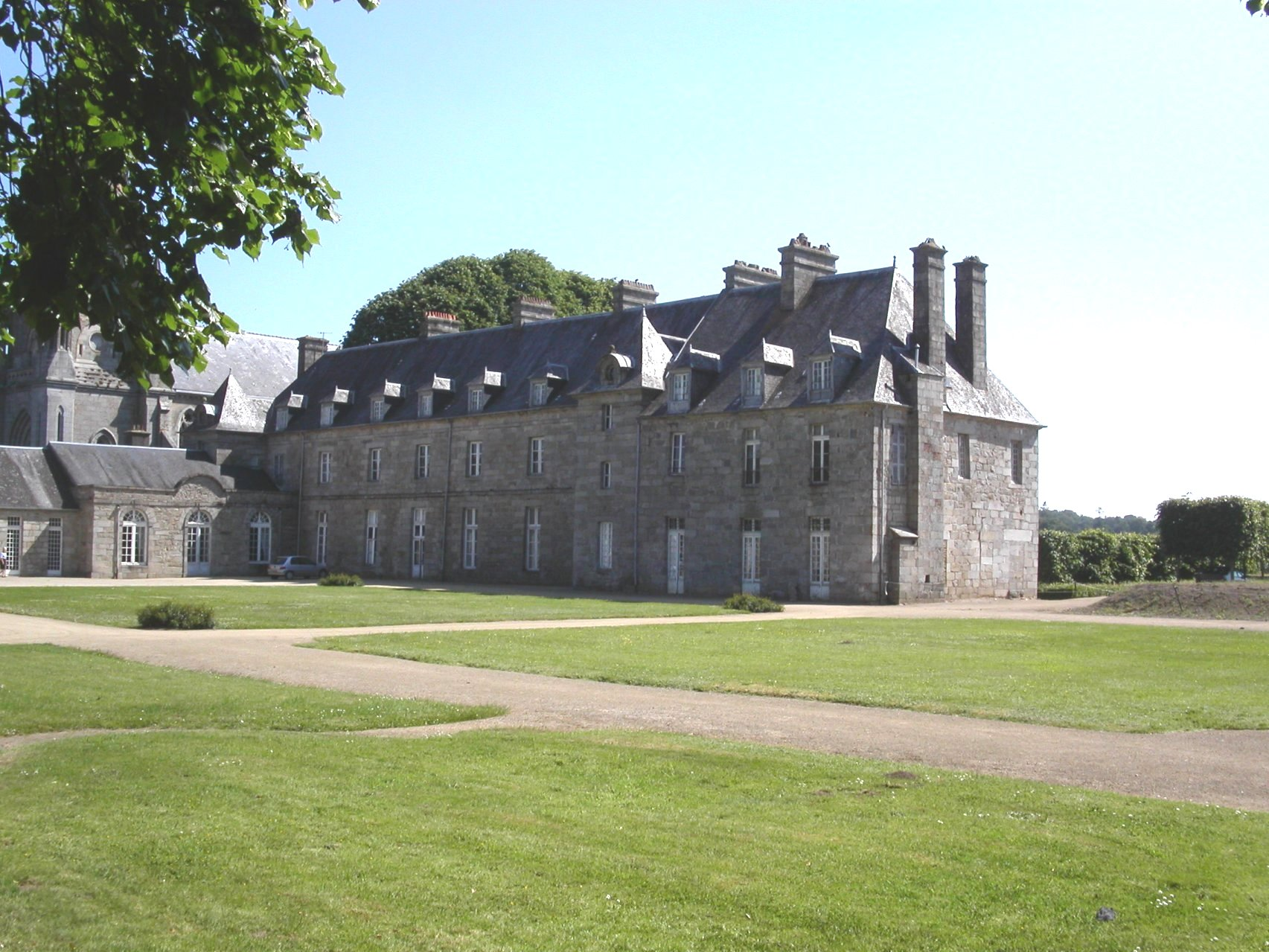
Castelo de Quintin

O Château de Quintin é um castelo em Quintin, Côtes-d'Armor, Bretanha, na França.

## História
O castelo foi parcialmente construído em 1775.

## Valor arquitectónico
Está listado como um monumento oficial desde 1983.